# Chad Everett
Raymon Lee Cramton, conocido artísticamente como Chad Everett (South Bend, Indiana, 11 de junio de 1936 - Los Ángeles, California, 24 de julio de 2012), fue un actor estadounidense.

## Biografía
Actor que desarrolló fundamentalmente su carrera en televisión, su primer papel relevante se remonta a un episodio de la serie de detectives Surfside 6 en 1960.  Un año después, da el salto a la gran pantalla con la película Claudelle Inglish, a la que seguirían la serie The Dakotas (1963).
Tras aparecer en diversas películas y series de televisión durante la segunda mitad de la década de 1960, obtiene el papel que le proporcionaría su mayor popularidad, el del Dr. Joe Gannon en la serie Medical Center (Centro Médico) en 1969. Everett interpretó el personaje durante siete años, hasta 1976. Su interpretación le valió sendas nominaciones a los Premios Globos de Oro (en 1971 y 1973), así como al premio TP de Oro, otorgado en España.
Tras la cancelación de la serie que le proporcionó fama a nivel mundial, el actor mantuvo una continuada carrera sobre todo en televisión, interviniendo de manera episódica en decenas de títulos como Centennial (1978), The Love Boat (1986), Hotel (1987), Murder, She Wrote (1990-1991) o Melrose Place (1998).
Falleció a la edad de setenta y seis años en Los Ángeles a causa de un cáncer de pulmón. Chad Everett enviudó en 2011 de la actriz Shelby Grant, con la que estuvo casado durante cuarenta y cinco años. Tuvo dos hijas y seis nietos.